# Wellington Church

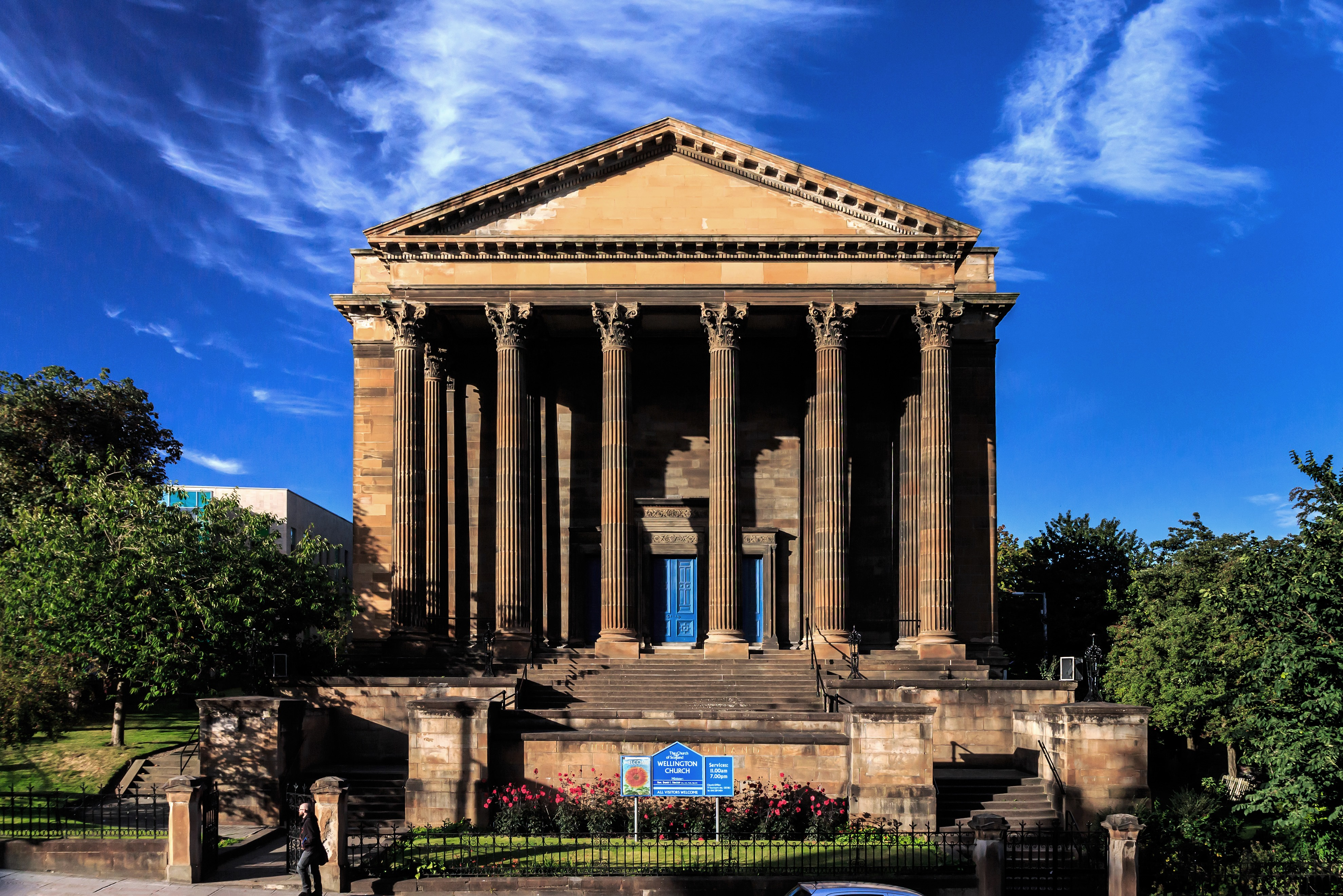
Wellington Church

Die Wellington Church ist ein Kirchengebäude der presbyterianischen Church of Scotland in der schottischen Stadt Glasgow. 1966 wurde das Bauwerk in die schottischen Denkmallisten in der höchsten Denkmalkategorie A aufgenommen.

## Geschichte
Die Kirchengemeinde nutzte zuvor die Wellington Street Church im Glasgower Zentrum. John Baird hatte das zwischenzeitlich abgebrochene Gebäude entworfen. Das Ausschreibungsverfahren zur Wellington Church gewann Thomas Lennox Watson mit seinem klassizistischen Entwurf und setzte sich dabei gegen John Burnet durch. Die Wellington Church wurde am 11. Oktober 1884 eröffnet.

## Beschreibung
Das Gebäude steht an der Einmündung der Southpark Avenue in die University Avenue. Gegenüber steht das Gilbert Scott Building, das Hauptgebäude der Universität Glasgow, links der McMillan Reading Room. An der südexponierten Frontseite tritt ein Portikus im Stile griechischer Tempelarchitektur mit sechs korinthischen Säulen hervor. Oberhalb des schmucklosen Frieses und unterhalb des abschließenden Dreiecksgiebels verläuft ein Zahnschnitt. Die drei Eingangsportale schmücken skulpturierte Friese und Gesimse. Die Seitenfassaden zeigen korinthische Kolonnaden. Pilaster flankieren die Rundbogenarkade der Galerie.